# Mystical Magical Rhythmical Radical Ride
Mystical Magical Rhythmical Radical Ride è l'ottavo album in studio del cantante statunitense Jason Mraz, pubblicato nel 2023.

## Tracce
1. Getting Started – 3:39
2. I Feel Like Dancing – 3:38
3. Feel Good Too – 3:59
4. Pancakes & Butter – 3:51
5. Disco Sun – 5:05
6. Irony of Loneliness – 3:59
7. Little Time – 4:54
8. You Might Like It – 3:37
9. Lovesick Romeo – 3:53
10. If You Think You've Seen It All – 4:28